# الأشرعة السوداء
الأشرعة السوداء (بالإنجليزية: Black Sails)‏ هو مسلسل دراما ومغامرات أمريكي تقع أحداثه قبل 20 سنة من أحداث راوية جزيرة الكنز للكاتب روبرت لويس ستيفنسون. المسلسل من تأليف جوناثان إي. شتاينبرغ وروبرت ليفين، عرض لأول مرة على قناة ستارز في 25 يناير 2014. قصة المسلسل تقع على جزيرة بروفيدانس الجديدة خلال العصر الذهبي للقراصنة وتتبع مغامرات القبطان القبطان فلينت وقراصنته.
العديد من القراصنة الحقيقين تم تجسيدهم في المسلسل أمثال آن بوني وجاك راكهام وتشارلز فاين واللحية السوداء.
في 26 يوليو 2013، تم تجديد الأشرعة السوداء لموسم ثاني مكون من 10 حلقات. التجديد المبكر للمسلسل قبل 6 أشهر من عرض الحلقة الأولى جاء بسبب ردود الفعل الإيجابية للجمهور تجاه المسلسل في كوميك-كون. تم التجديد لموسم ثالث في 12 أكتوبر 2014 ولموسم رابع في 31 يوليو 2015.

## القصة
تقع أحداثه قبل عقدين تقريبًا من أحداث جزيرة الكنز خلال العصر الذهبي للقراصنة، حيث يجلب القبطان الشهير عضو جديد لطاقمه الذي يكافح من أجل النجاة على جزيرة بروفيدانس الجديدة.
قصة الموسم الأول تركز على مطاردة سفينة أسبانية محملة بالذهب تدعى اركا دي ليما. في الموسم الثاني تتحطم الأوركا دي ليما على شاطيء جزيرة مع حراس حولها ومن هنا تبدأ الأحداث.

## طاقم التمثيل
- توبي ستيفنز بدور القبطان فلينت
- هانا نيو بدور إليانور غوثري
- لوك أرنولد بدور جون سيلفر
- جيسيكا باركر كينيدي بدور ماكس
- توم هوبر بدور بيلي بونز
- زاك مكجوان بدور تشارلز فاين
- توبي شميتز بدور جاك راكهام
- كلارا باجيت بدور آن بوني

## الحلقات
| الموسم | الموسم | الحلقات | تاريخ البث الأصلي | تاريخ البث الأصلي |
| الموسم | الموسم | الحلقات | بداية الموسم      | نهاية الموسم      |
| ------ | ------ | ------- | ----------------- | ----------------- |
|        | 1      | 8       | 25 يناير 2014     | 15 مارس 2014      |
|        | 2      | 10      | 24 يناير 2015     | 28 مارس 2015      |
|        | 3      | 10      | 23يناير2016       | 26مارس2016        |
|        | 4      | 10      | 29يناير2017       | 2ابريل2017        |

## الإنتاج
تم تصوير المسلسل في استوديوهات كيب تاون السينمائية في كيب تاون، جنوب أفريقيا، مع شركة الإنتاج المحلي فيلم أفريقيا.
تسلسل العنوان الافتتاحي قدمه كل من المخرجين ميشيل دوجيرتي وكارين فونغ، مع خلفية نهمة تلهمهم بواسطة المؤلف الموسيقي لكل من باتلستار غالاكتيكا والموتى السائرون بير ماكريري. ويتميز أداة للوقت في شكل أرغن يدوي.
بالنسبة لعدد التفاصيل التي تمت إضافتها إلى السفن، استغرق الأمر أكثر من 300 عامل لبناء سفينة واحدة فقط.
في الحياة الحقيقية، الممثل نيك بوراين هو زوج لويز بارنز. آنا-لويز بلومان وكريس لاركن، على التوالي، زوجة توبي ستيفنز وشقيقه. وجاي بول هو زوج هارييت والتر.

## الأستقبال
تلقى الموسم الأول من الأشرعة السوداء تعليقات إيجابية من النقاد. نال على موقع الطماطم الفاسدة 60% من 45 تصويت. بمعدل 6\10، وحسب آراء الموقع «الأشرعة السوداء تفتخر بجاذبية مرئية، ولكن الشخصيات الجريئة في العرض ليست قوية بما يكفي لمنعها من الانجرار إلى أعماقها الغامضة في عرض بلا هدف».
على موقع ميتاكريتيك حصد الموسم الأول على درجة 58 من 100، على أساس 27 منتقد، مشيرا إلى «ردود فعل متباينة أو متوسط».
تيم غودمان من صحيفة هوليوود ريبورتر قال «قصة القراصنة الطموحة هذه تمت مساعدتها بشكل كبير من خلال تجاوز حريات الكابل المدفوعة التي غالبًا ما تعثر على عروض أقل في الأثداء والدم والجنس. تدور الأشرعة السوداء بنفسها خارج هذا النطاق بعد عدة حلقات، وهي تلعب لعبة من أجل قصص أكبر وأكثر تعقيدًا». وقال روبرت لويد من صحيفة لوس أنجلوس تايمز: «الأشرعة السوداء هي كنز القراصنة. تصف سلسلة ستارز الحياة اليومية للقراصنة». وقال جيف جنسن من مجلة انترتينمنت ويكلي: «ولا حتى متعة مذنب، الأشرعة السوداء هي جيدة بشكل لا-فت للنظر». علق توم لونغ من ديترويت نيوز«يتم صنع التحالفات وتدميرها، وتحولات القوة تذهب بهذه الطريقة، وتسفك الدماء، وتبقى البغايا تراقب، انها أدمانية بشكل غريب، ومعظمهم من الممثلين البريطانيين والأستراليين والكنديين. - كما لو كنت تتوقع من كابل الدفع».
على النقيض من ذلك، قال بريان لوري من فارايتي: «الأشرعة السوداء لا تقلع تمامًا، تتطور إلى مطاردة متعبة عن الكنز بأشكال غير مسبوقة من وشخصيات غير مبالية. بإحصاء مايكل باي من بين منتجيها، قد يجذب هذا الإنتاج المعكوس في جنوب أفريقيا الباحثين عن المغامرة إلى الانغماس في مياهها الزرقاء-البلورية، ولكن على الرغم من بعض الجوانب البديهية، فإن العرض يثبت في النهاية على أنه أجوف مثل مقدمة السفن المعمولة بالسي جي آي». تود فانديرويرف من إيه. في. كلوب قال، «الأشرعة السوداء هي وهم وسيم في بعض الأحيان، لكنها نادرًا ما تجد طريقها أبعد من ذلك.»
الموسم الثاني من العرض حقق 100٪ على تصنيف الطماطم الفاسدة، بناءًا على 5 تقييمات، بمتوسط تقييم 8.6 / 10. وقال نيل جينزلنغر من صحيفة نيويورك تايمز: «تعرف ستارز صيغة هذه الأعمال الدرامية الثقيلة من تجربة مع برامج مثل سبارتاكوس وكاميلوت. ويتم تنفيذ هذه الصيغة بمهارة خاصة في 'الأشرعة السوداء', وذلك بفضل بعض العروض القوية وأستكشاف نتائج الجشع التي كان يمكن أن تخرج عن عصرنا الحالي في وول ستريت».

## روابط خارجية
- الموقع الرسمي
- الأشرعة السوداء على موقع IMDb (الإنجليزية)
- الأشرعة السوداء على موقع ميتاكريتيك (الإنجليزية)
- الأشرعة السوداء على موقع روتن توميتوز (الإنجليزية)
- الأشرعة السوداء على موقع فيلمافينيتي (الإسبانية)
- الأشرعة السوداء على موقع كينوبويسك (الروسية)
- الأشرعة السوداء على موقع ألو سيني (الفرنسية)
- الأشرعة السوداء على موقع قاعدة بيانات الفيلم (الإنجليزية)
- قالب:TV Guide
- Official YouTube channel of the series